# Muzeum Liaunig

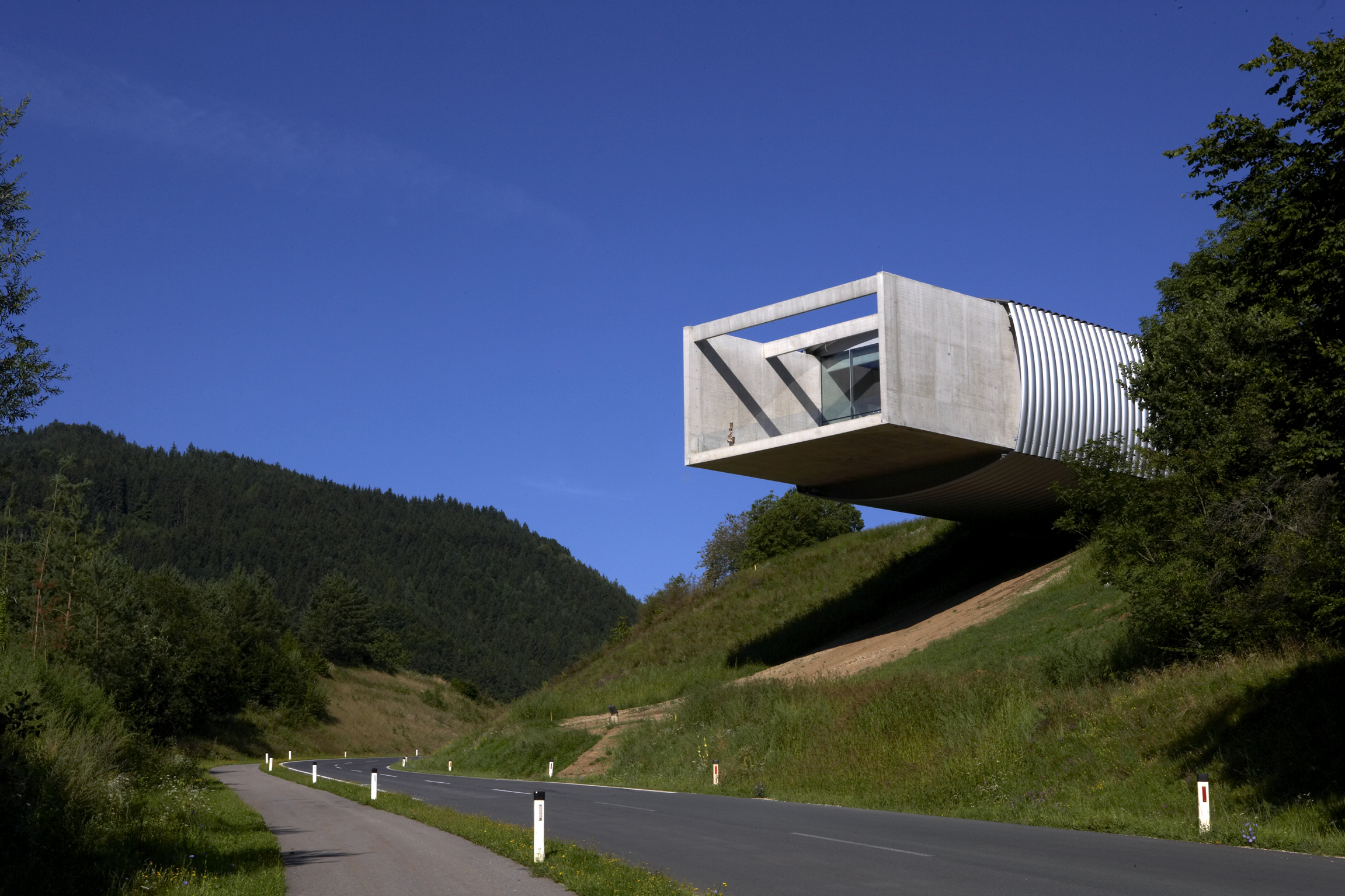
Muzeum Liaunig v Neuhaus, Korutany

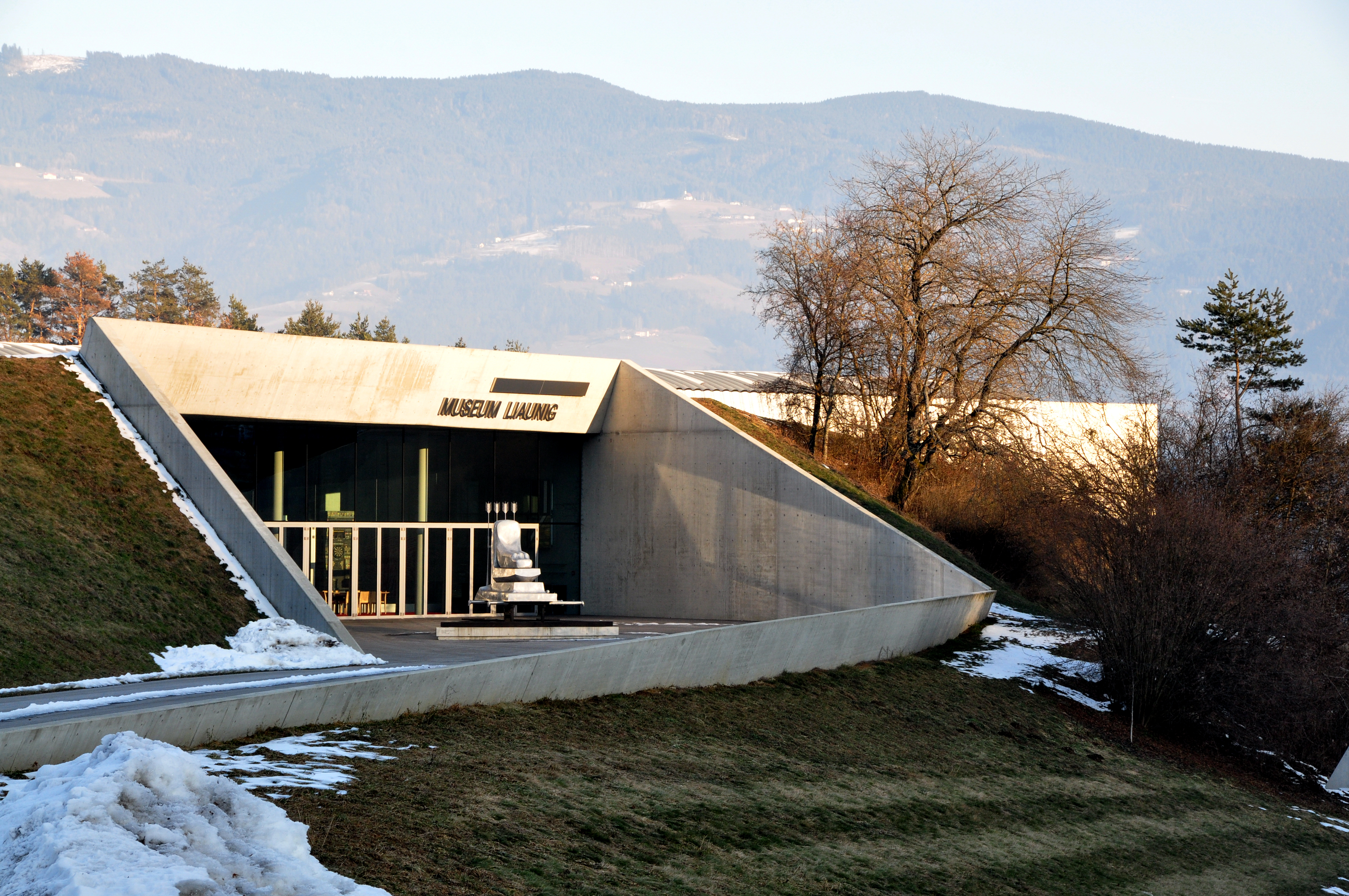

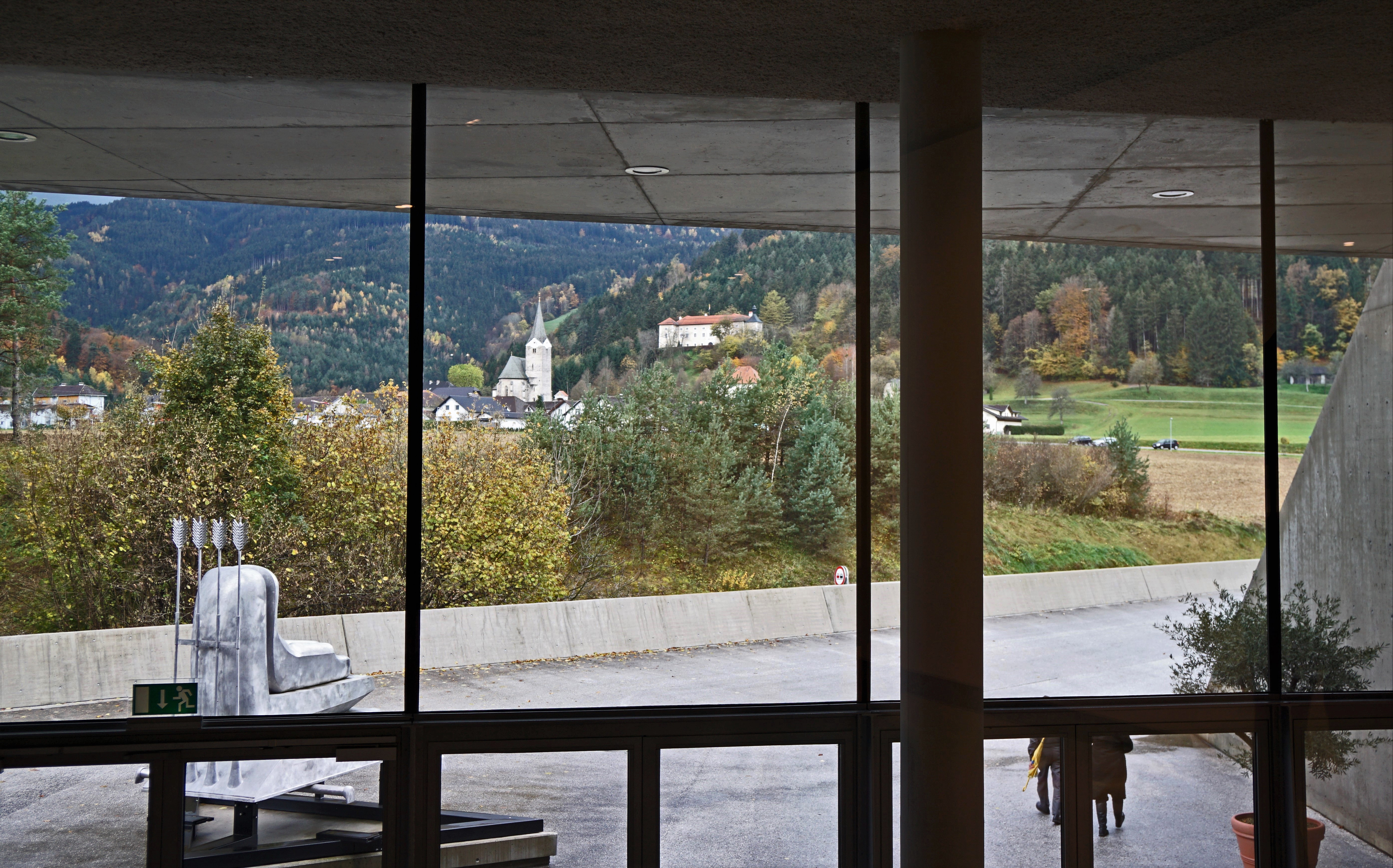
Pohled z muzea Liaunig na vesnici a zámek Neuhaus

Muzeum Liaunig v rakouském Neuhausu je soukromé muzeum umění. Otevřeno bylo v roce 2008. Představuje uměleckou sbírku podnikatele a sběratele umění Herberta W. Liauniga (1945-2023). Od roku 2018 muzeum vede jeho syn, architekt Peter Liaunig.

## Historie
Přibližně od roku 2000 plánoval Liaunig vybudovat muzeum pro svou sbírku, pro kterou již v jeho rezidenci na zámku Neuhaus nebyl dostatek místa.
První soutěž na stavbu muzea se konala v roce 2004 a vyhrála ji francouzská architektka Odile Decq. Původní sliby korutanské zemské vlády, které se týkaly finančního příspěvku na stavbu a provoz muzea, nebyly splněny. Vzrostly také odhadované náklady na realizaci projektu. Následovala proto druhá soutěž, kterou vyhrál vídeňský architektonický tým Querkraft.

## Architektura
Budova je tvořena pohledovým betonem a ocelí, což bylo Liaunigovým přáním. Z velké části je zasazena do vrcholu kopce, ale zároveň je také prosvětlena přirozeným střešním světlem. Na obou koncích budova vyčnívá nad násep, na jedné straně má vyhlídkovou terasu.
Vysokým pořizovacím nákladům předešlo zapuštění velké části stavby pod úroveň terénu. Znamená to pro ni také energetickou výhodu, geotermální tepelné čerpadlo využívá stálou teplotu okolní zeminy. Co nejvíce přirozeného světla zajišťují střešní světlíky.

## Sbírka
Muzeum představuje výběr 300 děl ze sbírky, která zahrnuje asi 2500 uměleckých děl. Podle muzea se jedná o jednu z největších sbírek rakouského umění od roku 1950, doplněnou o pozoruhodná díla zahraničních malířů a sochařů. Recenzenti hovoří o největší sbírce rakouského poválečného umění. Mezi Rakušany zastoupené ve sbírce patří Arnulf Rainer, Maria Lassnig, Hans Bischoffshausen, Meina Schellander, Cornelius Kolig, Bruno Gironcoli, Wolfgang Hollegha, Markus Prachensky, Hans Staudacher, Drago Prelog a Helga Philipp.

## Výstavy českého umění
- 2023 Dílo sochaře Zbyňka Sekala
- 2025 Terra Incognita: Československé umění 1948-1989,[2][3] kurátor Miroslav Haľak